# Bia lessertiana
Bia lessertiana är en törelväxtart som beskrevs av Henri Ernest Baillon. Bia lessertiana ingår i släktet Bia och familjen törelväxter. Inga underarter finns listade i Catalogue of Life.